# Пак, Моисей Иванович
Моисей Иванович Пак (10 марта 1910 года, Ольгинский уезд, Приморская область, Приамурский край, Российская империя — 15 ноября 1978 года, Ташкент, Узбекская ССР) — звеньевой колхоза имени Димитрова Нижне-Чирчикского района Ташкентской области, Узбекская ССР. Герой Социалистического Труда (1951).

## Биография
Родился в 1910 году в крестьянской семье в одном из сельских населённых пунктов Ольгинского уезда.
С 1927 года — секретарь сельсовета, заведующий начальной школы в деревне Пунктой Посьетовского района. В 1935 году окончил Высшую коммунистическую сельскохозяйственную школу в Хабаровске. С 1936 года — уполномоченный корейского национального меньшинства на станции Гродеково Уссурийской области, директор неполной средней школы в селе Хрисен Покровского района.
В 1937 году депортирован на спецпоселение в Кзыл-Ординскую область, Казахская ССР. В 1941 году окончил Самаркандский педагогический институт. Потом трудился рядовым колхозником, заместителем председателя колхоза «Красный Восток» Средне-Чирчикского района. В 1944 году вступил в ВКП(б).
В последующие годы: председатель колхоза имени Энгельса Средне-Чирчикского района (1945—1946), председатель колхоза «Красный Восток» Средне-Чирчикского района (1946—1948), заместитель начальника по политчасти порта Корсаков Сахалинской области (1949).
С 1949 года — рядовой колхозник, звеньевой полеводческого звена, заместитель председателя по животноводству колхоза имени Димитрова Нижне-Чирчикского района. В 1951 году звено Моисея Пака собрало в среднем по 133,2 центнера зеленцового стебля кенафа с каждого гектара на участке площадью 15 гектаров. Указом Президиума Верховного Совета СССР от 23 августа 1951 года удостоен звания Героя Социалистического Труда с вручением ордена Ленина и золотой медали «Серп и Молот».
С 1953 года — секретарь колхозного парткома. В 1956 году окончил Высшую партийную школу при ЦК Компартии Узбекистана. В последующие годы трудился председателем колхоза «Победа» Нижне-Чирчикского района (1956—1959), кладовщиком треста «Узглававтотаркторстрой», директором магазина № 47 объединения «Таштекстильшвейобувьторг» (1959—1961), председателем колхоза имени XXII партсъезда Аккурганского района (1961—1962), председателем колхоза «Пограничник» Термезского района (1962—1966), управляющим отделением совхоза «Восток» Чардаринского района (1967—1968).
В 1968 году вышел на пенсию. Персональный пенсионер союзного значения. Проживал в Ташкенте, где скончался в ноябре 1978 года. Похоронен на кладбище бывшего колхоза «Ленинский путь» (сегодня — Юкарычирчикский район Ташкентской области).
Награды
- Герой Социалистического Труда
- Орден Ленина
- Медаль «За доблестный труд в Великой Отечественной войне 1941—1945 гг.»